# Alophophion flavorufus
Alophophion flavorufus là một loài tò vò trong họ Ichneumonidae.